# Irene Fornós i Curto
Irene Fornós i Curto (Tortosa, 17 d'agost de 1980) és una activista social i política catalana. Va començar estudis de Dret a la Universitat de Barcelona. Actualment és directora del Centre d'Atenció i Gestió de Trucades d'Urgència 112 Catalunya. Ha treballat al departament comercial de Montepio Conductors de Tortosa. Ha estat coordinadora de l'Assemblea Nacional Catalana (ANC) a les Terres de l'Ebre i ha participat en l'impuls de Tortosa per la Independència. Actualment és coordinadora de Casa Nostra Casa Vostra a les Terres de l'Ebre. A les eleccions al Parlament de Catalunya de 2017 fou escollida diputada amb la llista d'Esquerra Republicana de Catalunya-Catalunya Sí.